# 黃飛鴻 (1991年電影)
《黃飛鴻》是一部於1991年上映的香港功夫片，由徐克執導，以及由李連、關之琳等擔任演出。
以“黃飛鴻”为主题的系列影片有数部，本片是该系列影片的第一部。该影片是李連杰巅峰时期的经典作品，他饰演的是武术宗师黄飞鸿，潇洒不羁，气度非凡。关之琳塑造的十三姨亦被评价为香港电影史上最经典的女性角色之一。
本片榮獲第28屆金馬獎最佳電影音樂以及第11屆香港電影金像獎最佳導演、最佳剪接、最佳動作指導、最佳電影配樂。在2005年，獲香港電影金像獎協會票選為「最佳華語片一百部」之一。

## 劇情概要
清朝末年（中法越南戰爭爆發），中國正在進行洋務運動，西风东渐，洋槍威力直迫練武之士。黑旗軍教頭黃飛鴻，為廣東十虎之一，武功高強。關東高手嚴振東，因為寂寂無名，而致生活潦倒，為了揚名立萬，挑戰黃飛鴻被拒。嚴振東砸爛寶芝林招牌，引致盛傳黃飛鴻被嚴振東擊敗。一日偶遇十三姨（少筠），梁寬（鐵釘寬）一見鍾情，與黃飛鴻頓變成情敵，遂拜嚴振東為師。後來，十三姨誤中積善先生、沙河幫詭計，被拐往美國當娼妓。梁寬欲救，被嚴振東、沙河幫痛打，黃飛鴻帶牙擦蘇、豬肉榮、凌雲楷飛馳而至。黃飛鴻與嚴振東展開一場激戰，而積善先生更動用大炮轟炸黃飛鴻，經過一場大戰，黃飛鴻先打敗嚴振東，隨後與梁寬攜手消滅沙河幫、積善先生，梁寬與黃飛鴻誤會消除，拜黃飛鴻為師。

## 演員表

### 主演演員
| 演員   | 角色             | 粵語配音 | 備註                                       |
| 李連杰 | 黃飛鴻（黃師傅） | 朱子聰   |                                            |
| 元彪   | 梁 寬（鐵釘寬）  | 潘煒強   | 片尾拜黃飛鴻為師                           |
| 張學友 | 牙擦蘇（暴牙蘇） |          | 本在西洋學西醫，回中國拜黃飛鴻為師學習中醫 |
| 關之琳 | 十三姨（少筠）   | 李惜英   |                                            |
| 鄭則士 | 林世榮（豬肉榮） | 高翰文   | 黃飛鴻徒弟                                 |

### 合演演員
| 演員             | 角色                         | 粵語配音         | 備註         |
| 邱建國           | 洪宏亮                       | 謝君豪           | 沙河幫主     |
| 任世官           | 嚴振東                       |                  | 山東武術拳師 |
| 黃子揚           | 提督                         | 黃志成           |              |
| 袁錦輝           | 凌雲楷（阿楷）               | 翟耀輝 及 楊英偉 | 黃飛鴻徒弟   |
| 冼家輝           |                              |                  |              |
| 梁錦燊           |                              |                  |              |
| Colin George     | 耶穌會傳教士                 |                  |              |
| Jonathan Isgar   | Jackson (積善(粵語:積臣))    |                  | 美國商人     |
| Mark King        | General Wickens (威根斯將軍) |                  | 英國將軍     |
| Stephen Tartlia  | Tiger                        |                  |              |
| Joanna Peijffers | Joanna (嬌安娜)              |                  |              |

### 客串演員
| 演員   | 角色       | 粵語配音                        | 備註                       |
| 午 馬  | 乾舅公     |                                 | 黃飛鴻之乾舅公、十三姨之父 |
| 劉洵   | 劉永福     | 楊捷康 (正片) / 周志輝 (預告片) | 黑旗军首领                 |
| 袁祥仁 | 岳家刀掌門 |                                 | 與嚴振東決鬥之拳師         |

## 工作人員
- 出品人：鄒文懷
- 策劃：羅大衛
- 統籌：金揚樺
- 製作總監：李恩霖
- 製片經理：崔寶珠
- 武術指導：袁祥仁、袁信義、劉家榮
- 美術指導：奚仲文
- 服裝指導：余家安
- 佈景指導：劉敏雄
- 原著音樂：黃霑
- 編樂：戴樂民
- 特技效果：新視覺特技工作室
- 執行製片：張志偉
- 副導演：甘瑞芬、盧寶山、黎繼強、江海華
- 副武術指導：熊欣欣、谷軒昭、徐寶華
- 助理美指：黃炳耀、黃耀輝
- 助理攝影：楊思展、莊仕君、陳兆君、張文寶、周紀常
- 後期製作：林安兒、陳志偉
- 後期製作助理：田卓靈
- 場記：盧潔瑩
- 燈光：伍文拯、鄒偉權、林少榮、鄒林、陳凱兒、曾俊輝
- 劇務：朱榮光
- 事務：余志強、蔣友強
- 場務：陳金雄、洪偉鳴
- 化妝：文潤鈴、潘敏華、賴家碧
- 梳頭：仇小梅、溫玉梅
- 服裝管理：黃巧蓉、黃巧尊
- 道具：李坤龍
- 劇照：姜潤泉
- 茶水：羅麗香
- 粵語對白：林安兒
- 國語對白：馮雪銳
- 英語對白：Annie Mather
- 效果：程小龍
- 錄音：周少龍、嘉禾錄音室
- 混音：周錦榮、Sound Post-Production Ltd.
- 字幕：環球電影字幕公司
- 獨奏：黃安源（二胡）、鄭文（箏）、王靜（琵琶）
- 錄音／混音：梁家麟、郭榮基
- 錄音室：娛樂錄音室

## 音樂
黃霑說徐克出資廿萬港元，但他最終花了廿五萬，要自己墊支，又不滿徐克干預配樂的制作，如用「爛臭音樂合成器自己加個音進去」，而且詬病電影後期製作差，「過聲帶的光學聲帶轉換也不好」，但徐克讓黃霑擁有原聲專輯的完全自主制作權。
取材方面以改編經典為主，如《劫火不能焚》（古琵琶曲《十面埋伏》）、廣東民樂《旱天雷》、《子夜歌》（即《弦乐小夜曲》、《西風緊》（《洋基歌》）等，並以古曲《將軍令》為軸心，按場景及人物刻畫的需要多次變奏、改編，包括主題曲《男兒當自強》（由黃霑填詞、戴樂民編曲、林子祥主唱）、《途窮反遭俗眼白》、《傲氣傲笑萬重浪》等多首。配器方面則中西合壁，把中樂的音色和西洋弦樂團融而為一，如表現氣勢時運用嗩吶、喇叭與弦樂隊的組合；表現緊張的氣氛時，則以琵琶搭配弦樂快弓。

### 原聲帶
- 除了《男兒當自強獅王爭霸之大合唱》和成龍版本的《男兒當自強》，曲目均出自此電影。

- 均以古詩集句為曲名，如「試拂鐵衣如雪色」出自王維的《老將行》、「英姿颯爽猶酣戰」出自杜甫的《丹青引贈曹霸將軍》、「欲將血淚寄山河」出自李清照的《上工部尚書胡公詩》[10]。

| 曲序     | 曲目 |          | 作曲                               | 编曲     | 曲長     | 备注                                 |
| -------- | --- | -------- | ---------------------------------- | -------- | -------- | ------------------------------------ |
| 1.       | 男兒當自強獅王爭霸之大合唱（譚錫禧、張偉文、雷有曜（太極樂隊中音）、雷有輝（太極樂隊低音）、王路明演唱） | 黃霑     | 佚名（改編自古琵琶曲《將軍令》）   | 雷頌德   | 4:31     | 《黃飛鴻之三獅王爭霸》主題曲         |
| 2.       | 男兒當自強                                                                                               |          | 佚名（改編自古琵琶曲《將軍令》）   |          | 2:51     | 主題音樂                             |
| 3.       | 旱天雷                                                                                                   |          | 嚴老烈                             |          | 1:48     | 佛山茶館（對應的電影場景，官方附注） |
| 4.       | 這般可喜娘罕曾見                                                                                         |          |                                    |          | 3:40     | 梁寬初遇十三姨（對應電影場景）       |
| 5.       | 誰憐流落江湖上                                                                                           |          |                                    |          | 1:07     | 嚴師傅落魄廣東（對應電影場景）       |
| 6.       | 晚來一陣風兼雨                                                                                           |          |                                    |          | 3:45     | 寶芝林夜思（對應電影場景）           |
| 7.       | 子夜歌                                                                                                   |          | 莫札特（《弦乐小夜曲 (莫扎特)》）  |          | 1:04     | 西餐廳談判（對應電影場景）           |
| 8.       | 途窮反遭俗眼白                                                                                           |          | 佚名（改編自古琵琶曲《將軍令》）   |          | 2:05     | 落難英雄（對應電影場景）             |
| 9.       | 西風緊                                                                                                   |          | 佚名（改編自《洋基歌》）           |          | 2:12     | 金山迷夢（對應電影場景）             |
| 10.      | 男兒當自強（成龍演唱）                                                                                   | 黃霑     | 佚名（改編自古琵琶曲《將軍令》）   | 鮑比達   | 4:21     | 《黃飛鴻之二男兒當自強》主題曲       |
| 11.      | 刼火不能焚                                                                                               |          | 佚名（改編自古琵琶曲《十面埋伏》） |          | 2:27     | 夜襲寶芝林（對應電影場景）           |
| 12.      | 試拂鐵衣如雪色                                                                                           |          | 佚名（改編自古琵琶曲《將軍令》）   |          | 3:12     | 黃飛鴻戲棚顯身手（對應電影場景）     |
| 13.      | 短衣射虎氣難平                                                                                           |          |                                    |          | 2:10     | 山坡決鬥（對應電影場景）             |
| 14.      | 欲將血淚寄山河                                                                                           |          |                                    |          | 1:06     | 黃飛鴻監牢被困（對應電影場景）       |
| 15.      | 知君憐我重肝膽                                                                                           |          |                                    |          | 2:01     | 梁寬勇救十三姨（對應電影場景）       |
| 16.      | 英姿颯爽猶酣戰                                                                                           |          | 佚名（改編自古琵琶曲《將軍令》）   |          | 4:04     | 武狀元血戰嚴振東（對應電影場景）     |
| 17.      | 傲氣傲笑萬重浪                                                                                           |          | 佚名（改編自古琵琶曲《將軍令》）   |          | 3:37     | 終曲                                 |
| 总时长： | 总时长：                                                                                                 | 总时长： | 总时长：                           | 总时长： | 总时长： | 45:00                                |

### 參與人員
第2至9、11至17首：
- 音樂配器：戴樂民；混音錄音：梁家麟、Ricky Cortes

| - 戴樂民：電子樂器 - 二胡：黃安源、蕭白鏞、辛小紅、霍世潔 - 箏：鄭文 - 琵琶：王靜 - 三弦：鄭文 | - 笛子：譚寶碩 - 洋琴：李德江 - 柳琴：阮仕春 - 敲擊：鄭文、李德江 | - 吉他：Joey Villanueva - 鼓：Gordon Chan - 小提琴：Ng Chi、Wong Wai Ming、Sze Kwok Wang - 大提琴：Houng Wang Leung - 貝斯：林志宏 |

第10首：
| - 吉他：蘇德華 | - 合聲編寫：黃怡 | - 合聲：黃怡、包小松、陸孔生 |

第1首：
| - 電子樂器：雷頌德 - 鼓：閻學敏、周重毅 | - 小提琴：Patrick Sze、Ming Wong等 - 中提琴：Ng Chi、Luk Chin Kou | - 大提琴：Ray Wong、Li Ming Lu - 貝斯：Simon Hui |

## 獎項
| 年份 | 頒獎典禮             | 獎項         | 名單                                            | 結果 |
| ---- | -------------------- | ------------ | ----------------------------------------------- | ---- |
| 1991 | 第28屆金馬獎         | 最佳電影音樂 | 黃霑、戴樂民                                    | 獲獎 |
| 1992 | 第11屆香港電影金像獎 | 最佳電影     |                                                 | 提名 |
| 1992 | 第11屆香港電影金像獎 | 最佳導演     | 徐克                                            | 獲獎 |
| 1992 | 第11屆香港電影金像獎 | 最佳男配角   | 張學友                                          | 提名 |
| 1992 | 第11屆香港電影金像獎 | 最佳攝影     | 鍾志文、黃仲標、黃岳泰、 林國華、陳東村、陳沛佳 | 提名 |
| 1992 | 第11屆香港電影金像獎 | 最佳剪接     | 麥子善                                          | 獲獎 |
| 1992 | 第11屆香港電影金像獎 | 最佳美術指導 | 奚仲文                                          | 提名 |
| 1992 | 第11屆香港電影金像獎 | 最佳動作指導 | 袁祥仁、袁信義、劉家榮                          | 獲獎 |
| 1992 | 第11屆香港電影金像獎 | 最佳電影配樂 | 黃霑                                            | 獲獎 |

## 上映
本片與續作《黃飛鴻之二：男兒當自強》的東南亞票房理想，但當時被馬來西亞政府禁映，原因是大中國主義色彩強烈。

## 外部連結
- 香港影庫上《黃飛鴻》的資料（繁體中文）

- 開眼電影網上《黃飛鴻》的資料（繁體中文）
- 豆瓣电影上《黃飛鴻》的資料 （简体中文）
- 时光网上《黃飛鴻》的資料（简体中文）
- AllMovie上《黃飛鴻》的资料（英文）
- 爛番茄上《黃飛鴻》的資料（英文）
- 互联网电影数据库（IMDb）上《黃飛鴻》的资料（英文）